# Azospirillum baldaniorum
Azospirillum baldaniorum ist ein Bakterium in der Klasse der Alphaproteobacteria.

## Geschichte
A. baldaniorum wurde 2020 von Wissenschaftlern von brasilianischen, deutschen und argentinischen Forschungseinrichtungen entdeckt. Die Biologen isolierten das Bakterium aus sterilisierten Wurzeln einer Weizenpflanze in Rio Grande do Sul.
Es ist nach den brasilianischen Mikrobiologen José Ivo Baldani und Vera Divan Baldani wegen ihrer Beiträge zur Azospirillumforschung benannt.

## Merkmale
A. baldaniorum ist  gramnegativ und besteht aus einer leicht spiralförmig gekrümmten stabförmigen Zelle. Es ist 1,6–2,1 μm lang und misst 0,5–0,7 μm im Durchmesser. Seine optimale Wachstumstemperatur liegt bei 30 °C.